# Théâtre des Jeunes de Pully
Pour les articles homonymes, voir TJP.
Ne doit pas être confondu avec TJP Centre dramatique national de Strasbourg Grand Est.
Le TJP est une école de théâtre et de comédie musicale basée à Pully en Suisse.

## Historique
Cette école a été fondée en 1979 par Sara Gazzola, comédienne, chanteuse et danseuse. 
C'est en 1986 qu'elle prend le nom de Théâtre des Jeunes de Pully, et se spécialise dans les spectacles musicaux avec une pièce, L'Arbre de vie, présentée dans le cadre des Nations unies au profit des enfants des bidonvilles de Mexico. Depuis, chaque 2 ans, elle présente une comédie musicale au bénéfice d'œuvres caritatives liés à l'enfance.
Elle a été un précurseur dans la région, bien qu'en 2011, plusieurs autres écoles proposent une formation complète dans les différentes disciplines du spectacles.

## Formation
L'école a aujourd'hui en ses murs plus d'une centaine d'élèves, âgés de 2 à 42 ans voire plus, répartis en différents niveaux, car la formation s'adresse autant aux amateurs qu'aux futurs professionnels.
C'est pourquoi, le TJP a également ouvert une section pour les candidats aux concours d'admission des Hautes Ecoles de Théâtre francophones.
La formation varie en fonction du niveau des élèves et des différents modules mis en place. Le programme des cours est adapté aux spécificités des professeurs, qui, de par la différence de leurs formations, proposent une offre relativement complète.
La Troupe du TJP offre la possibilité aux adultes, anciens et actuels, de monter des projets qui ne soient pas du type comédie musicale, pour expérimenter le théâtre classique ou encore le café-théâtre.

## Sources
- Site officiel
- Presse
- Interview de Sara Gazzola sur LFM